# Vivaldo Belcazer
Vivaldo Belcazer (Mantova, 1240? – XIV secolo) è stato un politico, letterato e notaio italiano.

## Biografia
Poche notizie storiche si hanno di questo consigliere politico di Guido Bonacolsi, signore di Mantova dal 1299 al 1309. Godette di grande stima, tanto da essere nominato nel 1294 tra i dodici "anziani" che governavano la città di Mantova. 
Tra le opere letterarie gli è stata attribuita la traduzione in mantovano dell'enciclopedia De proprietatibus rerum (1240) del filosofo francescano Bartolomeo Anglico.